# 로비 지
로비 지(Robbie Gee, 1964년 3월 24일 ~ )는 영국의 배우, TV 사회자, 각본가, 영화배우, 텔레비전 배우이다.

## 영화
- 헤어컷 (2018년)
- 허쉬 (2009년)
- 롤린 위드 더 나인즈 (2006년)
- 프라임 서스펙트 (2006년)
- 캐리비안의 해적 - 망자의 함 (2006년)
- 아웃 오브 리치 (2004년) - 루이스 모튼 역
- 머피스 로우 (2003년)
- 언더월드 (2003년) - 칸 역
- 마이크 바셋 (2001년)
- 그들만의 월드컵 (2001년) - 트로잔 역
- 스내치 (2000년) - 빈센트 역
- 홀비시티 시즌1 (1999년)
- 이스트엔더스 (1985년)
- 더 빌 (1984년)